# Acanthurus gahhm

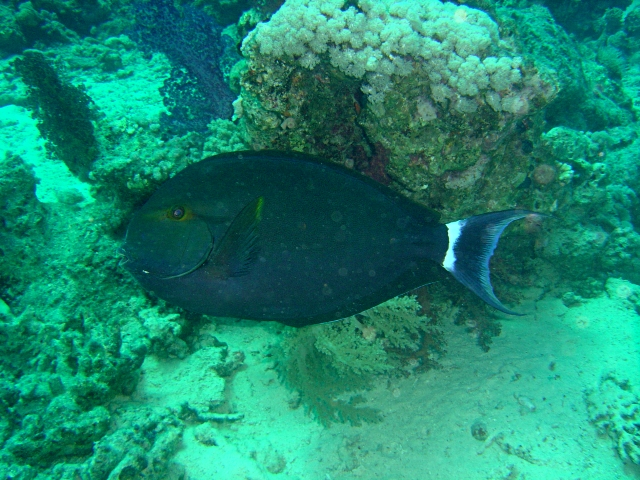
Acanthurus gahhm en Hurghada, Mar Rojo, Egipto.

Acanthurus gahhm es una especie de pez cirujano de la familia Acanthuridae. Su nombre más común en inglés es Black surgeonfish, o pez cirujano negro. Es una especie endémica del mar Rojo, el golfo de Adén y Socotra.

## Morfología
Posee la morfología típica de su familia, cuerpo comprimido lateralmente y ovalado. Se caracteriza por tener dos pequeñas bandas oscuras laterales, una desde el margen posterior del ojo hacia la cola, y la otra desde la espina del pedúnculo caudal hacia la cabeza. Estas bandas no aparecen hasta que el individuo alcanza los 5 cm de largo, en el primer caso, y hasta que alcanza los 10 cm en el segundo caso. La boca es pequeña, protráctil y situada en la parte inferior de la cabeza. El hocico es grande. 
Los especímenes de 25 mm tienen 14 dientes superiores y 14 inferiores, cuando alcanzan los 226 mm tienen 19 superiores y 22 inferiores. 
Tiene 9 espinas y 24 a 28 radios blandos dorsales; 3 espinas y entre 23 y 26 radios blandos anales.
Como todos los peces cirujano, de ahí les viene el nombre común, tiene 2 espinas extraíbles en el pedúnculo caudal, que usa para defenderse o dominar.

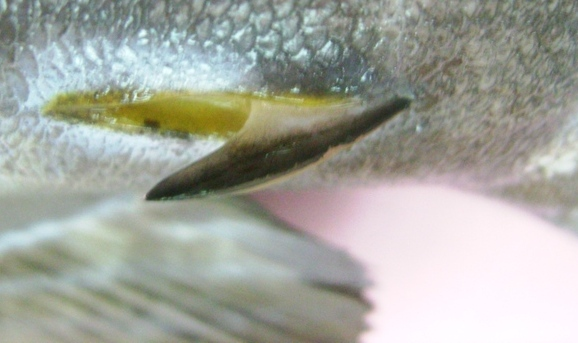
Espina del pedúnculo caudal
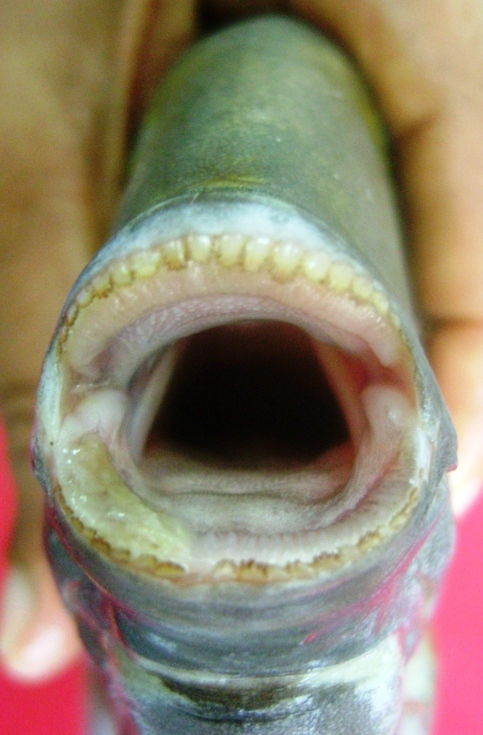
Detalle de dentadura herbívora de la especie emparentada Acanthurus xanthopterus

Su coloración base varía del azul-grisáceo, en ocasiones casi negro, al marrón-grisáceo. Las aletas son del mismo color que el cuerpo, y la dorsal tiene el margen exterior ribeteado en amarillo. La aleta caudal tiene una franja blanca en su base. El tercio exterior de la aleta pectoral es amarillo verdoso.
Alcanza los 40 cm de largo.

## Hábitat y distribución
Habita fondos interiores de bahías y lagunas con sustratos arenosos y de escombros, así como en la base de arrecifes exteriores. A menudo se les encuentra en grandes grupos en áreas abiertas cerca de corales.
Su rango de profundidad está entre 1 y 40 m, usualmente entre 5 y 40 m. El rango de temperatura conocido en el que se localiza es tropical, y está entre 27.51 y 29.33 °C.
Se distribuye al oeste del océano Índico. Es especie nativa de  Arabia Saudí; Egipto; Eritrea; Israel; Jordania; Somalia; Sudán; Yemen y Yibuti.

## Alimentación
Se alimenta de detritos orgánicos y pequeños invertebrados bentónicos, junto a algas.

## Reproducción
No presentan dimorfismo sexual aparente. Son monógamos, ovíparos y de fertilización externa. No cuidan a sus crías. Desovan en pareja.
Los huevos son pelágicos, de 1 mm de diámetro, y contienen una gotita de aceite para facilitar la flotación. En 24 horas, los huevos eclosionan larvas pelágicas translúcidas, llamadas Acronurus. Son plateadas, comprimidas lateralmente, con la cabeza en forma de triángulo, grandes ojos y prominentes aletas pectorales. Cuando se produce la metamorfosis del estado larval al juvenil, mutan su color plateado a marrón y las formas de su perfil se redondean. 